# Ciências & Cognição
Ciências & Cognição (também conhecida como Cien. Cogn.) é a publicação científica oficial da Organização Ciências e Cognição (OCC), Instituto de Ciências Cognitivas (ICC) e NuDCEN (Núcleo de Divulgação Científica e Ensino de Neurociência), da UFRJ. Publica artigos científicos de colaboradores nacionais e internacionais, em português, espanhol, e inglês, após revisão por pares antes da publicação. É publicada quadrimestralmente (março, julho e novembro), desde 2004, garantindo o acesso livre e gratuito a todo o seu conteúdo, bem como a disponibilidade online de todas as suas edições anteriores. Seus artigos são originais e tratam de temas relativos aos processos cognitivos (produção, circulação e recepção) sob o enfoque de vários campos acadêmicos. Vem sendo publicada regularmente e sem interrupção desde o início de suas atividades.

## Abreviatura
Cienc. Cogn. é a abreviatura do título da revista para ser usada em referências, bibliografias, notas de rodapé e legendas bibliográficas.

## O projeto cognitivista
O periódico está alinhado com o projeto cognitivista e empenha esforços interdisciplinares com o fim de estabelecer uma compreensão acerca das relações mente-cérebro. Neste sentido, estabelece um rico diálogo entre diferentes campos acadêmicos na confecção de um mosaico teórico sobre o conhecer e o conhecimento, ou seja, como o ser humano pensa, se expressa, compreende, aprende e apreende o seu entorno. Publica, assim, material oriundo tanto desde os campos tradicionais compreendidos na rubrica Ciências da Cognição (Psicologia, Linguística, Filosofia, Neurociências e Inteligência Artificial), quanto nos campos mais recentemente ampliados pelo projeto cognitivista, passando a abraçar áreas e sub-áreas como: Educação (p.e. ensino-aprendizagem), Engenharia do Conhecimento, Ciências Sociais (p.e. sociologia, antropologia e história do conhecimento) Ciências da Saúde (p.e. Saúde Coletiva, Psiquiatria), Ciências Sociais Aplicadas (p.e. gestão de informação, estética de massa e linguagens), dentre tantos outros (ver mapa de áreas, sub-áreas e especialidades relacionadas).
Alinhado com este projeto, o periódico Ciências & Cognição orienta sua política editorial para a divulgação de trabalhos científicos originais de caráter multidisciplinar voltados para a compreensão dos fenômenos cognitivos em sua complexidade, ampliando o horizonte dos debates acadêmicos em torno do tema.

## Pontos de concentração
Os fundamentos socioculturais da contemporaneidade; a dimensão linguístico-discursiva dos objetos produzidos nesta sociedade; e as técnicas e tecnologias envolvidas nos processos de interação humana.

## Seções
Os formatos dos manuscritos a serem aceitos para publicação na revista se dividem em:
- Artigo científico (empírico, experimental ou teórico);
- Ensaio;
- Revisão sistemática da literatura;
- Estudo de Caso;
- Resenha crítica.

A revista está organizada em duas seções:
- 1. Núcleo Temático (artigos científicos originais e ensaios acadêmicos);
- 2. Temas Livres (artigos científicos originais, ensaios acadêmicos, revisões sistemáticas, estudos de caso e resenhas críticas).

Os manuscritos destinados à seção "Temas Livres" podem ser submetidos a qualquer tempo (fluxo contínuo). Entretanto, as submissões destinadas ao "Núcleo Temático" devem ser enviadas até o prazos indicado no site da revista.

## Indexações Nacionais
A revista está indexada às seguintes bases de dados nacionais:
Periódicos CAPES: Multidisciplinar, saúde coletiva, filosofia, sociologia, psicologia e educação. (Indexado como: Ciências e Cognição). Qualis - Qualis 2012 - Qualis B2 (Educação / Administração, Ciências Contábeis e Turismo), B3 (Interdisciplinar / Psicologia / Ensino / Ciências Sociais Aplicadas I / Artes e Música  / História), B4 ( Filosofia / Sociologia / Saúde Coletiva / Arquitetura e Urbanismo / Odontologia / Planejamento Urbano e Regional / Demografia), B5 ( Letras / Linguística / Ciências Biológicas II / Educação Física Antropologia / Arqueologia / Engenharias III / Engenharias IV / Medicina I / Medicina II), C (Direito / Química / Ciências Biológicas I). BVE - Biblioteca Virtual de Educação: Indexada como: Ciências e Cognição. Áreas: cognição, psicologia e educação, revistas de educação. CanalCiência / Ibict (como: Ciências e Cognição) . LIVRE (CNEN) - Indexação nas áreas: Ciências Biológicas (Neurofisiologia / Neuropsicofarmacologia); Ciências Exatas e da Terra (Ciência da Computação); PERIÓDICOS CAPES QUALIS (Indexado como: Ciências e Cognição); Ciências Humanas (Filosofia, Psicologia); Lingüística, Letras e Artes (Lingüística); BIBLIOTECA VIRTUAL - Base de dados de periódicos virtuais da Biblioteconomia e Ciência da Informação - UFSC; SIBiNet - BIBLIOTECA VIRTUAL - Sistema Integrado de Bibliotecas da USP. Indexada como: Ciências e Cognição ; Sumarios.org.

## Indexações Internacionais
BVE - Biblioteca Virtual de Educação: (Indexada como: Ciências e Cognição); BVS-Psi; CLASE - Citas Latinoamericanas en Ciências Sociales y Humanidades ; CogPrints - Cognitive Science E-print Archives; DIALNET (Universidad de La Rioja); DOAJ - Directory of Open Access Journals (Indexado como: Ciências e Cognição - Multidisciplinary (cognitive science, multidisciplinary, science)); EBSCO Open Access Portuguese Collection; Education Research Global Observatory; Harvester2 - Public Knowledge Project Open Archives Harvester; LATINDEX - Banco de dados on-line para Revistas Científicas, da América Latina, Caribe, Espanha e Portugal ; Lilacs; PEPsic; UNC University Libraries.  - Journals in Electronic Format. Áreas: Educação, Neurociências, Psicologia e Ciências (Geral); SCIRUS.

## Copyright
O copyright pertence à Organização Ciências e Cognição (OCC).

## Patrocinadores
Fundação de Amparo à Pesquisa do Estado do Rio de Janeiro - FAPERJ;
Universidade Federal do Rio de Janeiro (UFRJ).